# Gutenbrunn (Gemeinde Herzogenburg)
Gutenbrunn ist eine Ortschaft und eine Katastralgemeinde in der Stadtgemeinde Herzogenburg im Bezirk Sankt Pölten-Land in Niederösterreich. Die Ortschaft hat 151 Einwohner (Stand 1. Jänner 2024). Bis Ende 1970 war Gutenbrunn eine eigenständige Gemeinde.

## Geografie
Der Schlossweiler befindet sich am Beginn des nach Sitzenberg abfließenden Gutenbrunner Grabens und ist von Herzogenburg über die Kleine Barockstraße erreichbar. Zur Katastralgemeinde zählt auch der Weiler Heiligenkreuz mit dem Schloss Heiligenkreuz.

## Geschichte
Der Ort wurde 1148 urkundlich genannt. Eine Pfarre bestand 1379 und 1710 mit einer Hedwigskirche, nachdem die Pfarre 1758 an Heiligkreuz überging wurde die Hedwigskirche abgebrochen und an deren Stelle 1775 die Ortskapelle hl. Johannes Nepomuk erbaut.
Laut Adressbuch von Österreich waren im Jahr 1938 in der Ortsgemeinde Gutenbrunn ein Arzt, ein Bäcker, ein Gastwirt, zwei Gemischtwarenhändler, eine Milchgenossenschaft, ein Sattler, ein Schmied, zwei Schneider, zwei Schuster und ein Wagner ansässig.
Die Verbauung des Ortes mit kleinen Hacken- und Zwerchhöfen erhielt ab der zweiten Hälfte des 20. Jahrhunderts Einfamilienhäuser.
Im Zuge der Niederösterreichischen Kommunalstrukturverbesserung wurden mit 1. Jänner 1971 die bis dahin selbständigen Gemeinden Gutenbrunn und Sankt Andrä an der Traisen nach Herzogenburg eingemeindet.

## Kultur und Sehenswürdigkeiten
- Hausberganlage Gutenbrunn
- Schloss Gutenbrunn
- Ortskapelle Gutenbrunn hl. Johannes Nepomuk
- Pranger im Hof des Hauses Nr. 26

Im Schlossweiler Heiligenkreuz
- Schloss Heiligenkreuz
- Katholische Pfarr- und Wallfahrtskirche Gutenbrunn-Heiligenkreuz Mariä Himmelfahrt